# Walter Rübel

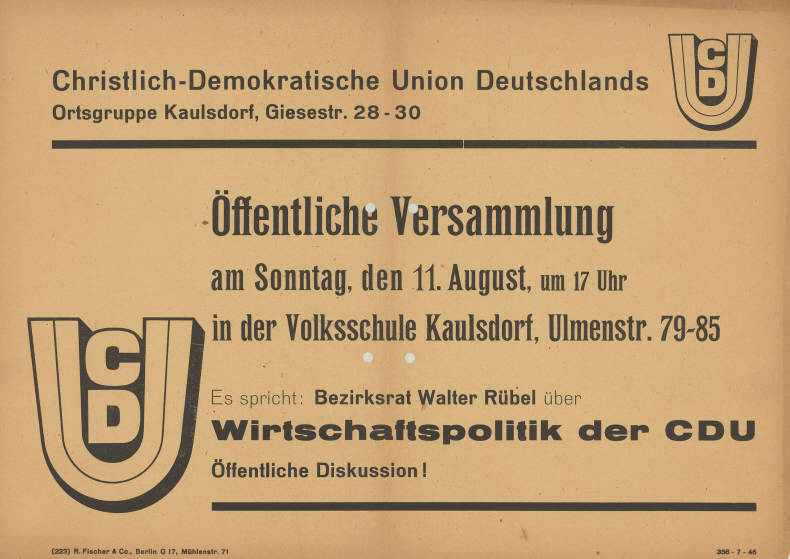
Plakat über eine Veranstaltung mit Walter Rübel, 1946

Walter Rübel (* 16. September 1900 in Duisburg; † nach 1952) war ein deutscher Politiker (CDU). Er war Mitglied der Volkskammer von 1949 bis 1952/53. Danach floh er in die Bundesrepublik Deutschland.

## Leben und Wirken
Walter Rübel wurde zwischen 1933 und 1944 vor dem Landgericht Berlin wegen angeblicher Unterschlagung angeklagt. Von 1945 bis 1946 war er Bezirksvorsitzender der CDU in Berlin-Neukölln. 1946 war er Bezirksrat in Berlin, wahrscheinlich im Ostsektor. 1948 und 1949 trat er dort als Wirtschaftsreferent der CDU auf.
1949 wurde Walter Rübel Mitglied des Zweiten Deutschen Volksrates in der Sowjetischen Besatzungszone und danach Mitglied der Provisorischen Volkskammer für die CDU. Dort war er zeitweise Schriftführer der Fraktion. In der ersten gewählten Volkskammer war er seit Oktober 1950 Sekretär der CDU-Fraktion. 1951 wurde eine Untersuchung gegen ihn in dieser eingeleitet (Fall Rübel), die er aber unbeschadet überstand. Spätestens seit diesem Jahr war er auch Beauftragter für Westkontakte beim Hauptvorstand der CDU und hielt in diesem Jahr auch einen Vortrag über die Arbeit der CDU [Ost] nach Westdeutschland.
Im Juni 1952 reiste Walter Rübel in die Bundesrepublik. Im Oktober reiste er erneut dorthin, um Kontakte zu nichtkommunistischen Bundestagsabgeordneten zu suchen, die die stärkere Westbindung der Bundesrepublik (EVG-Vertrag) ablehnten und für mehr Kontakte zur DDR eintraten. Diese fragte er, ob sie bereit wären, sich mit Vertretern der Volkskammerdelegation zu treffen, die am 19. Oktober nach Bonn kommen wollten. Er konnte aber nur Hermann Etzel (Bayernpartei) dafür gewinnen.
Am 18. Oktober wurde Walter Rübel im Hotel Westfälischer Hof in Remagen bei Bonn von westdeutschen Beamten verhaftet, die ihn schon in den vorherigen Tagen observiert hatten. Ihm wurde vorgeworfen, dass er seine Interzonen-Genehmigung, die nur für Hamburg galt, überschritten habe. Danach wurde er verhört und dann (angeblich) in die DDR abgeschoben. Sein Notizbuch mit den Aufzeichnungen zu den letzten Tagen, blieb im Besitz der Behörden und gelangte schließlich in die Hände von Bundeskanzler Konrad Adenauer, der es auf einer Sitzung der CDU/CDU-Fraktion wütend präsentierte und den darin genannten Abweichlern drohte.
Der Verbleib von Walter Rübel war seit dieser Zeit unbekannt. Er nahm nicht mehr an den Volkskammersitzungen und auch nicht am CDU-Parteitag im Oktober 1952 teil. Er floh angeblich im Januar 1953 nach West-Berlin, nach der Verhaftung von Georg Dertinger. Am 24. März 1953 bezeichnete ihn seine Fraktion als Republikflüchtig und ernannte Hermann Fischer als seinen Nachfolger. Danach sind keine Informationen mehr über ihn bekannt.